# Das Versprechen (1996)
Das Versprechen (Originaltitel: La Promesse) ist ein Spielfilm der belgischen Brüder Jean-Pierre und Luc Dardenne aus dem Jahr 1996. Der Film erzählt die Geschichte des jungen Igor, der gemeinsam mit seinem Vater Unterkünfte an illegale Immigranten vermietet.

## Handlung
Der junge Igor und sein Vater Roger verdienen ihr Geld damit, illegalen Einwanderern Unterkünfte zu vermieten und diesen gefälschte Aufenthaltsgenehmigungen anzubieten. Der Sohn macht nebenher zudem noch eine Ausbildung zum Mechaniker in einer Autowerkstatt, jedoch droht er diese Stelle zu verlieren, da Roger ihn immer öfter während der Arbeit abholt, damit dieser ihm bei seinen eigenen Geschäften hilft. 
Eines Tages stattet die Polizei Roger und den Immigranten einen Überraschungsbesuch ab. Bei der Flucht vor der Polizei stürzt einer der Einwanderer, Amidou, von einem Gerüst und verletzt sich schwer. Igor möchte helfen, doch Roger fürchtet aufzufliegen und unterlässt die Hilfe für Amidou. 
Kurz vor seinem Tod nimmt Amidou noch Igor das titelgebende Versprechen ab, sich um sein neugeborenes Kind sowie um seine Frau zu kümmern, mit denen er zusammen gewohnt hat. Nachdem die Polizei das Gelände verlassen hat, beseitigen Roger und Igor die Leiche, ohne dass Assita, die Witwe des Verstorbenen, davon erfährt. Dieser erzählt Roger von einer angeblichen Flucht vor Spielschulden ihres Ehemanns.
Schließlich will Roger die Witwe loswerden und schließt einen Vertrag, um sie in die Prostitution zu verkaufen. Doch Igor löst sein Versprechen ein und versteckt Assita und ihr Kind in der Garage seines früheren Arbeitsplatzes, welchen er inzwischen verloren hat. Assita sagt er nicht, was tatsächlich mit Amidou geschehen ist. Roger findet den Unterschlupf, wird aber von Assita und Igor überwältigt und gefesselt. Daraufhin gehen diese zum Bahnhof, wo Igor Assita erzählt, das Amidou tot ist. Kurzerhand dreht die Witwe sich um und entscheidet sich zu bleiben, wobei sie von Igor begleitet wird.

## Kritik
„Ein in seiner lakonischen Erzählweise an Robert Bresson, in seiner Genauigkeit und der Beschreibung sozialer Härte an Ken Loach oder Mike Leigh erinnernder Film. Wie eine zornige Entgegnung auf die ‚belgische Krankheit‘ reflektiert er eine tief in die Gesellschaft vorgedrungene Vernachlässigung moralischer Kriterien, die in spektakulären Verbrechen oder politischen Affären ihren äußeren Ausdruck findet. – Sehenswert.“

„Für die Regisseure Luc und Jean-Pierre Dardenne beschreibt dieser Film das Erwachen moralischen Bewußtseins, ausgedrückt als Rebellion gegen den Vater. Sie erzählen ihre Geschichte ohne großen Schnickschnack und stehen in der Tradition sozial engagierten Kinos vom italienischen Neorealismus bis zu den zeitgenössischen Werken des britischen Regisseurs Ken Loach“